# Cyril Abiteboul
Pour l’article homonyme, voir Abiteboul.
Cyril Abiteboul, né le 14 octobre 1977, est un ingénieur français. Entré dans le groupe Renault en 2001, il rejoint un temps l'écurie Caterham F1 Team comme directeur, avant de retrouver Renault F1 Team comme directeur général jusqu'en janvier 2021.
Depuis janvier 2023, il est team principal de Hyundai Motorsport.

## Biographie

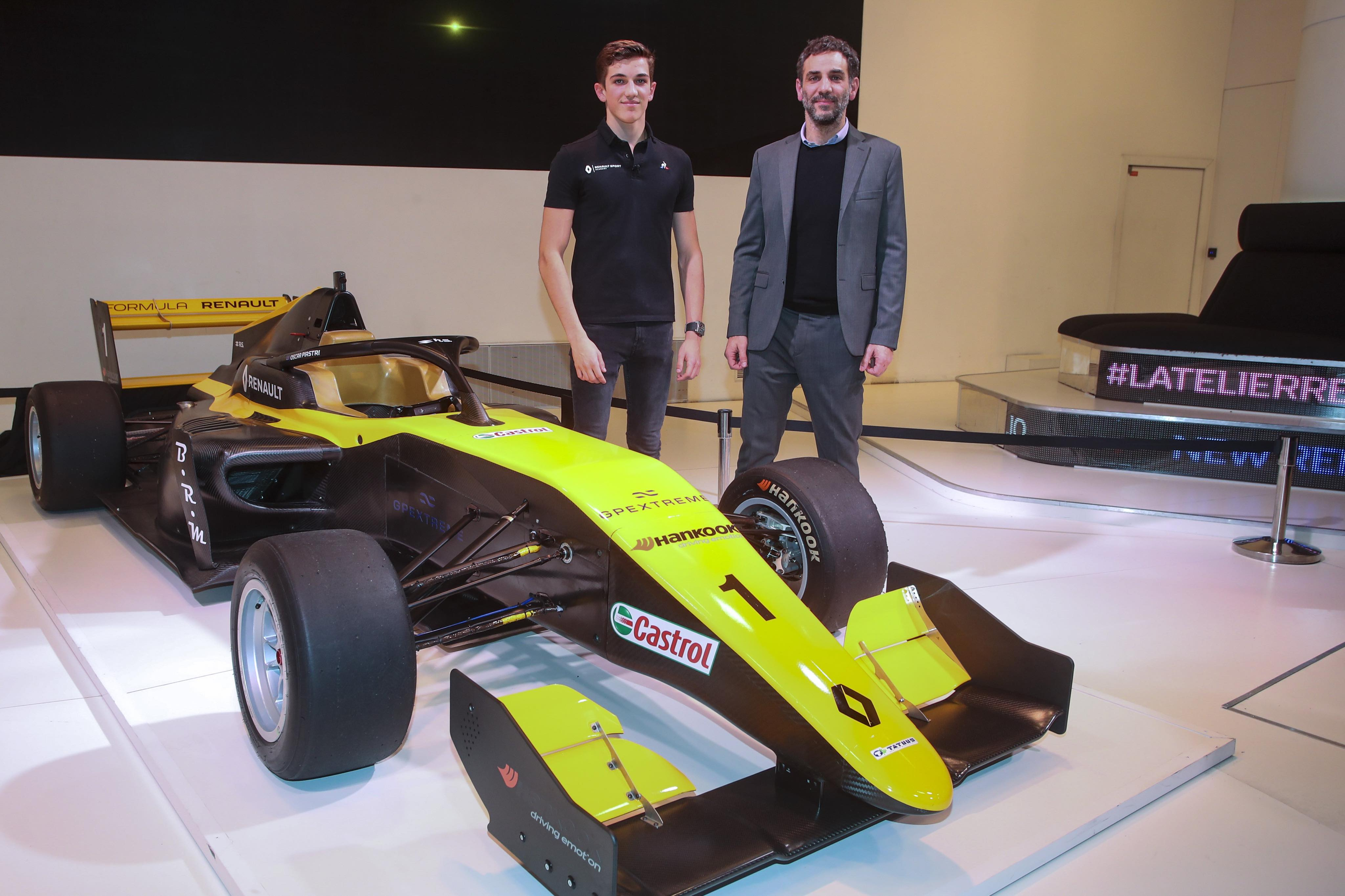
Cyril Abiteboul (à droite) en 2020.

À sa sortie de l'École nationale supérieure d'électrochimie et d'électrométallurgie de Grenoble (INPG-ENSEEG) en 2001, il prend la responsabilité de différents postes au sein du constructeur français Renault, notamment pour l'écurie Renault F1 Team en Grande-Bretagne, à Enstone. Il en devient directeur du développement en 2007 puis directeur exécutif en 2010 et rejoint ensuite Renault Sport F1 à Viry-Chatillon au poste de directeur général-adjoint. 
De septembre 2012 à juillet 2014, il succède à Tony Fernandes à la direction de l'écurie Caterham F1 Team équipée du moteur V8 Renault Sport. À la suite du changement de propriétaire, Cyril Abiteboul est remplacé par Christijan Albers. 
En septembre 2014, il est nommé directeur général de Renault F1 Team responsable de la stratégie générale de l'entreprise et du pilotage de sa mission de motoriste pour les écuries partenaires.
Le 3 février 2016, Renault annonce qu'il devient directeur général de Renault Sport Racing, dans le cadre du projet de Formule 1,.
En 2020, les Renault R.S.20 se montrant compétitives, Cyril Abiteboul fait un pari avec Daniel Ricciardo : il devra se faire tatouer si son pilote monte sur le podium, ce qui se produit le 11 octobre, lors de la onzième manche de la saison, sur le Nürburgring. En se classant troisième, Ricciardo gagne son pari et a le choix du motif. Le 1er décembre 2020, Cyril Abiteboul dévoile, sur son mollet, un tatouage représentant le haut du losange du logo de Renault et un ratel, animal fétiche de Ricciardo.
Il quitte le groupe Renault le 11 janvier 2021, avant de devenir conseiller stratégique chez Mecachrome puis directeur général de CDK Technologies en mars 2022, entreprise spécialisée dans la conception de pièces composites pour la course au large.
Le 11 janvier 2023, il devient officiellement Team Principal de l'écurie Hyundai Motorsport en WRC,,. Le 20 décembre 2023 il est annoncé comme président de Hyundai Motorsport à partir de janvier 2024,,. 